# Dubysa
Il Dubysa, con i suoi 139 km, è il quindicesimo fiume più lungo che scorre esclusivamente in Lituania: percorre prevalentemente la regione storica della Samogizia e nella primissima sezione del suo percorso, si suole chiamarlo Genupis o Šventupis.

## Percorso
Nasce a pochi chilometri dal lago Rėkyva vicino alla città di Šiauliai. All'inizio scorre a sud, ma a Lyduvėnai corregge la direzione verso sud-est, vicino ad Ariogala, per poi spingersi a sud-ovest.
Il Dubysa conta circa 40 affluenti, i più grandi dei quali sono il Kražantė e il Šiaušė a destra, e il Gryžuva e il Gynėvė a sinistra. Il Kražantė (86 km) misura quasi il doppio del corso d'acqua in cui termina all'altezza della confluenza (47 km). Anche se il bacino del Kražantė è un po' più piccolo, sarebbe più idrograficamente corretto considerarlo come il fiume principale. Il Dubysa è alimentato principalmente dalle piogge e dallo scioglimento delle nevi, ragion per cui i suoi livelli d'acqua mutano sostanzialmente a seconda delle stagioni. La profondità massima è di circa 4 m.
La valle del Dubysa è una delle più elevate e estese della Lituania. Essa raggiunge i 20-40 m di altezza e i 300-500 m di larghezza e la sua origine risale all'ultima glaciazione. Dopo più di 130 chilometri di percorso, il corso d'acqua si versa nel Nemunas nei pressi di Seredžius, nella contea di Tauragė. Su una delle isolette vicine alla foce fu stipulato il trattato di Dubysa, un accordo risalente al 1382 i cui firmatari furono il granduca di Lituania Jogaila e il Gran maestro dell'Ordine teutonico Konrad von Wallenrode.

## Strutture sul fiume
Vicino a Lyduvėnai è stato realizzato un ponte ferroviario che sovrasta la valle: si tratta del più alto e del più lungo della Lituania. Il passaggio fu costruito per la prima volta dai tedeschi nel corso della prima guerra mondiale mentre si spingevano a nord. Nel 1918, questo fu rimpiazzato da un ponte ferroviario in ferro.

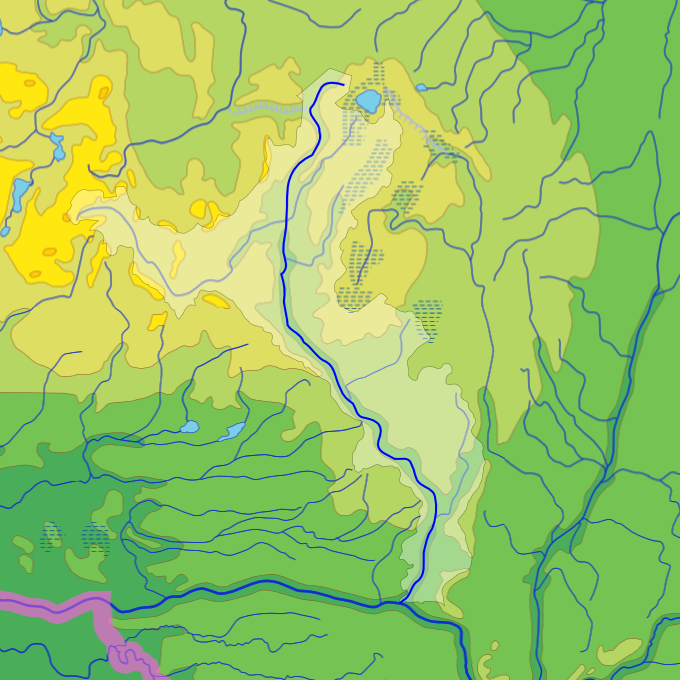
Bacino del fiume Dubysa in Lituania

Il Dubysa è collegato al fiume Venta, il quale sorge lì vicino, per mezzo dell'abbandonato canale Windawski, un progetto iniziato e mai ultimato nel 1825 dalle autorità dell'Impero russo. Il canale è lungo 15 km e avrebbe dovuto avere 20 chiuse: l'intenzione era collegare il bacino del Nemunas con il Mar Baltico attraverso il porto di Ventspils. Il corso inferiore del Nemunas rientrava nel territorio prussiano. I lavori furono interrotti dalla rivolta del 1831 e ripresero solo all'inizio del XX secolo, per poi venire nuovamente interrotti a causa dello scoppio della prima guerra mondiale. Dopo il 1918, non vi fu più motivo di realizzare il canale, poiché la Lituania acquisì il controllo della regione di Klaipėda e della sezione inferiore del Nemunas. Il canale avrebbe seguito il percorso di un ruscello locale di nome Kartuva.

## Riserva ittiologica

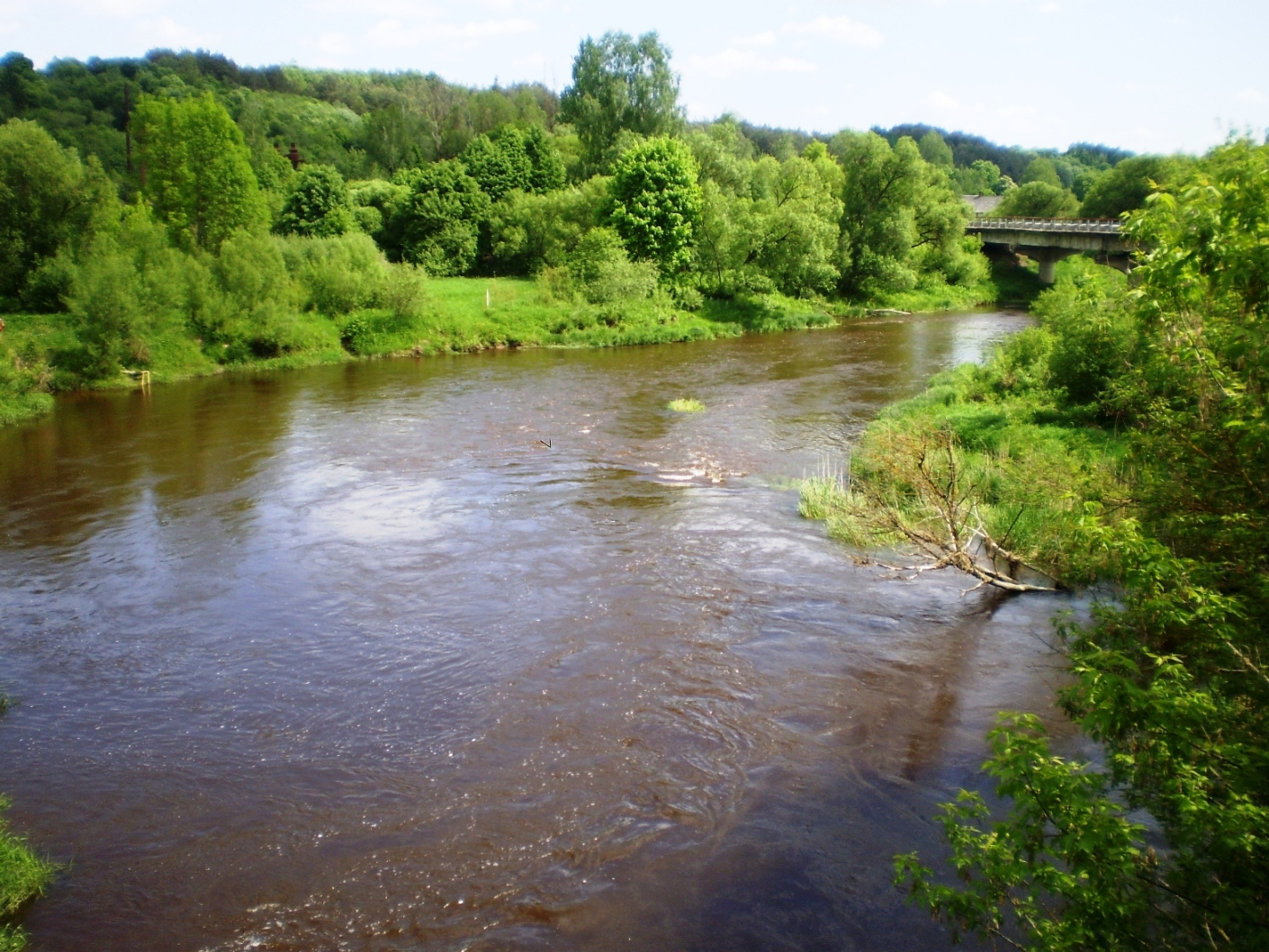
Il Dubysa nel suo percorso presso Ariogala

La riserva ittiologica del Dubysa è stata istituita nel 1974 allo scopo di salvaguardare le aree di riproduzione del vimba e altre 25 specie di pesci circa. La zona protetta è individuabile da Ariogala fino alla foce (circa 25 km di riva). Il Parco Regionale del Dubysa è stato istituito nel 1992 per proteggere la valle, il paesaggio e il patrimonio culturale del corso d'acqua, incluso il luogo di nascita del poeta Maironis. Si è cercato inoltre di incentivare l'ecoturismo nei comuni distrettuali attraversati, ovvero quello di Kelmė e di Raseiniai.